# Japan Women's Open Tennis 2014
Il Japan Women's Open Tennis 2014 (noto precedentemente come HP Open per motivi di sponsorizzazione) è stato un torneo di tennis giocato sul cemento all'aperto. È stata la 6ª edizione del Japan Women's Open Tennis, che fa parte della categoria WTA International nell'ambito del WTA Tour 2014. Si è giocato ad Osaka, in Giappone dal 6 al 12 ottobre 2014.

## Partecipanti

### Teste di serie
| Nazionalità | Giocatore        | Ranking* | Testa di serie |
| ----------- | ---------------- | -------- | -------------- |
| Australia   | Samantha Stosur  | 21       | 1              |
| Stati Uniti | Madison Keys     | 32       | 2              |
| Ucraina     | Elina Svitolina  | 33       | 3              |
| Stati Uniti | Coco Vandeweghe  | 38       | 4              |
| Kazakistan  | Zarina Dijas     | 39       | 5              |
| Regno Unito | Heather Watson   | 47       | 6              |
| Stati Uniti | Christina McHale | 52       | 7              |
| Stati Uniti | Lauren Davis     | 55       | 8              |

* Ranking al 29 settembre 2014

### Altre partecipanti
Giocatrici che hanno ricevuto una wild card:
- Kristina Mladenovic
- Naomi Ōsaka
- Risa Ozaki

Giocatrici passate dalle qualificazioni:

- Hiroko Kuwata
- Chan Yung-jan
- Ana Bogdan
- Shūko Aoyama

Lucky Loser:
- Miharu Imanishi

## Campionesse

### Singolare
Samantha Stosur ha sconfitto in finale  Zarina Dijas per 7–6(7), 6-3.
- È il quinto titolo in carriera per la Stosur, il secondo consecutivo a Osaka.

### Doppio
Shūko Aoyama /  Renata Voráčová hanno sconfitto in finale  Lara Arruabarrena /  Tatjana Maria per 6-1, 6-2.